# Kuula
Kuula è un singolo del cantante estone Ott Lepland.

## Descrizione
La canzone è stata scritta da Ott Lepland e Aapo Ilves.
Con questo brano, il cantante ha partecipato in rappresentanza dell'Estonia all'Eurovision Song Contest 2012 tenutosi a Baku. Nella gara canora europea si è classificato al sesto posto finale.

## Tracce
1. Kuula - 4:23